# Cristiano Citton
Cristiano Citton (Romano d'Ezzelino, 25 de outubro de 1974) é um desportista italiano que competiu no ciclismo na modalidade de pista, especialista na prova de perseguição por equipas.
Ganhou três medalhas no Campeonato Mundial de Ciclismo em Pista entre os anos 1996 e 1999.
Participou em dois Jogos Olímpicos de Verão na prova de perseguição por equipas, ocupando o 5.º lugar em Barcelona 1992 e o 11.º lugar em Sydney 2000.

## Medalheiro internacional
| Campeonato Mundial | Campeonato Mundial        | Campeonato Mundial | Campeonato Mundial      |
| Ano                | Lugar                     | Medalha            | Competição              |
| ------------------ | ------------------------- | ------------------ | ----------------------- |
| 1996               | Manchester ( Reino Unido) | Medalha de ouro    | Perseguição por equipas |
| 1997               | Perth ( Austrália)        | Medalha de ouro    | Perseguição por equipas |
| 1998               | Bordéus ( França)         | Medalha de bronze  | Perseguição por equipas |